# Leonard Cohen
Leonard Norman Cohen (Westmount, 21 de Setembro de 1934 — Los Angeles, 7 de Novembro de 2016), foi um cantor, compositor, poeta e escritor canadense.
As suas obras  focaram  a religião, política, isolamento, depressão, sexualidade, perda, morte e relações românticas. Tornou-se bastante conhecido por canções  como "Hallelujah", que alcançaram notoriedade tanto em sua voz quanto na de outros intérpretes. Cohen, no entanto, passou a se dedicar à música apenas depois dos 30 anos, idade em que já era consagrado como autor de romances e livros de poesia.

## Biografia
Leonard Cohen nasceu em 21 de Setembro de 1934 em Westmount, na província do Quebec, Canadá, no seio de uma próspera família judaica de origem polaca. Sua mãe, Marsha  Klonitsky, nascera na Lituânia, e emigrou para o Canadá em 1927. O seu avô paterno,  cuja família se tinha mudado da Polónia para o Canadá, era Lyon Cohen, o presidente fundador do Congresso Judaico Canadiano. Seu pai, Nathan Cohen, proprietário de um negócio de vestuário , morreu quando Cohen tinha apenas nove anos, fato que seria determinante para o desenvolvimento de uma depressão que o acompanharia durante grande parte da vida.
A família observava o judaísmo ortodoxo, e pertenceu à Congregação Shaar Hashomayim, à qual Cohen manteve sempre ligações.
A partir de 1948, frequentou a a Westmount High School, onde se envolveu no conselho estudantil e estudou música e poesia. Pouco depois, quando adolescente, interessou-se pela poesia de Federico García Lorca.
Aos dezessete anos, ingressou na Universidade McGill e formou The Buckskin Boys, uma banda de country-folk. Paralelamente, passa a escrever seus primeiros poemas, inspirado por autores como García Lorca.	
Nesta altura, Cohen frequentava o Saint-Laurent Boulevard e comia em locais como a Main Deli Steak House. Segundo o jornalista David Sax, a Main Deli era onde Cohen e os seus primos costumavam ir "ver os gangsters, os chulos e os lutadores dançarem à noite". Cohen também gostava de visitar os bares de Old Montreal, bem como o Saint Joseph's Oratory, um lugar perto de Westmount onde ele ia com o seu amigo Mort Rosengarten para fumar e beber café.  Depois de deixar Westmount, Cohen mudou-se para o bairro da classe trabalhadora de Little Portugal em Saint-Laurent Boulevard, onde lia a sua poesia em vários clubes da vizinhança. Durante este tempo também escreveu a letra de algumas das suas canções mais famosas nos anos vindouros.

### Carreira como poeta e romancista
Em 1951,  na Universidade McGill em Montreal, ganhou o Concurso Literário Chester Macaghten com os poemas Sparrows e Thoughts of a Landsman. Publicou os seus primeiros poemas no magazine CIV/n  em Março de 1954. A publicação incluiu também poemas dos professores de Cohen, Irving Layton e Louis Dudek. 
Cohen formou-se no ano seguinte com um Bacharelato. Na altura, a sua poesia foi influenciada por autores  como William Butler Yeats, Irving Layton (mentor de Cohen e seu amigo), Walt Whitman, Federico García Lorca, e Henry Miller.
Em 1956, lança seu primeiro livro de poesia, Let Us Compare Mythologies, um pequeno livro, em edição limitada,  de  quarenta e quatro poemas escritos entre os quinze  e vinte anos de idade.  O livro tinha ilustraçoes de  Freda Guttman, na altura sua namorada,  artista e  musa. 
Após completar a sua licenciatura, Cohen passou um período na Faculdade de Direito McGill e depois um ano (1956-1957) na Escola de Estudos Gerais da Universidade de Columbia, em Nova Iorque. Cohen descreveu a sua experiência escolar como "paixão sem carne, amor sem clímax" . Deixou depois Nova Iorque e regressou a Montreal em 1957, concentrando-se na escrita de ficção e poesia, incluindo os poemas para o seu próximo livro, The Spice-Box of Earth, publicado em 1961.  O livro trouxe ao poeta uma certa aclamação literária. Ira Nadel, um dos biógrafos de Cohen,  afirmou que a reação ao livro  foi de entusiasmo e admiração. O crítico Robert Weaver  declarou que Cohen era "provavelmente o melhor jovem poeta atual do Canadá de língua inglesa. " Desta vez, a musa era Anne Sherman.

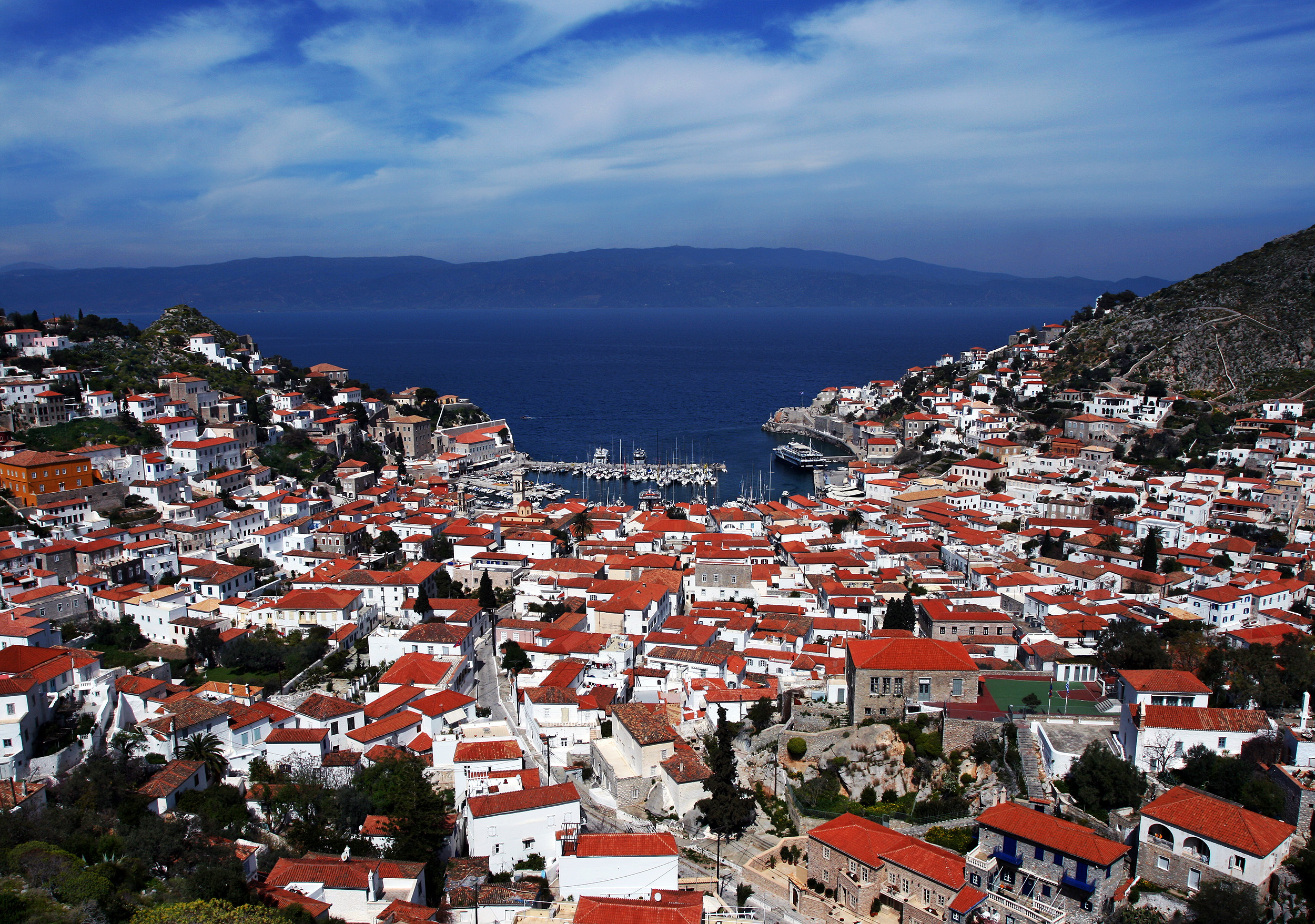
Panorama da ilha de Hidra

Após o sucesso do livro, Cohen decide viajar pela Europa, e acaba por fixar residência na ilha de Hidra, na Grécia, onde compra uma casa com algum  dinheiro recebido por herança, e passa a viver junto com Marianne Jensen e o filho desta, Axel. Em 1963 lança The Favorite Game, seu primeiro romance (um dos chamados bildungsroman), seguido pelo livro de poemas Flowers for Hitler, em 1964, e  Parasites of Heaven (poemas) e o seu segundo romance Beautiful Losers, em 1966.
Tal como muitos outros da sua geraçao, Cohen interessou-se em expandir e alterar a sua consciência por qualquer meio necessário - eram os anos sessenta. Ele já experimentara drogas em Montreal e continuou em Nova Iorque. As preferências em particular eram o  LSD e Peyote, cogumelos e haxixe, e também anfetaminas, por vezes empurradas com álcool. Disse Cohen:  "Você pode cooperar com a visão que LSD lhe dá. Todas estas coisas são apenas feitas de plantas, estão ao nosso dispor e e penso que devemos usá-las".
Beautiful Losers recebeu muita atenção da imprensa canadiana e gerou controvérsia devido a uma série de passagens sexualmente gráficas. Em relação a Beautiful Losers, o Boston Globe declarou: "James Joyce não está morto. Está a viver em Montreal sob o nome de Cohen". Contudo, tanto  Beautiful Losers como  Parasites of Heaven receberam críticas díspares e venderam poucos exemplares. O crítico Robert Fulford tanto elogiou como condenou a obra: " é, entre outras coisas, o livro mais revoltante alguma vez escrito no Canadá. (...) Ao mesmo tempo, é provavelmente o livro canadiano mais interessante do ano."
Posteriormente, Cohen publicou menos e mais espaçadamente, concentrando-se mais na gravação de canções. Em 1978, publicou o seu primeiro livro de poesia em muitos anos, Death of a Lady's Man (o mesmo título do álbum que lançara no ano anterior). Só em 1984 Cohen publicou o seu próximo livro de poemas, Book of Mercy,  que lhe valeu o Prémio Literário de Poesia da Associação Canadiana de Autores. O livro contém cinquenta "poemas em prosa" , influenciados pela Bíblia hebraica e escritos Zen. O próprio Cohen referiu-se aos poemas  como "orações". Em 1993  publicou Stranger Music: Selected Poems and Songs, e em 2006, após 10 anos de atrasos, adições e reescritos, Book of Longing,  dedicado ao poeta Irving Layton. Também, durante os finais dos anos 90 e 2000, muitos dos novos poemas e letras de Cohen foram publicados pela primeira vez no site de fãs The Leonard Cohen Files, incluindo a versão original do poema A Thousand Kisses Deep (que Cohen adaptou mais tarde para uma canção).

### Carreira musical

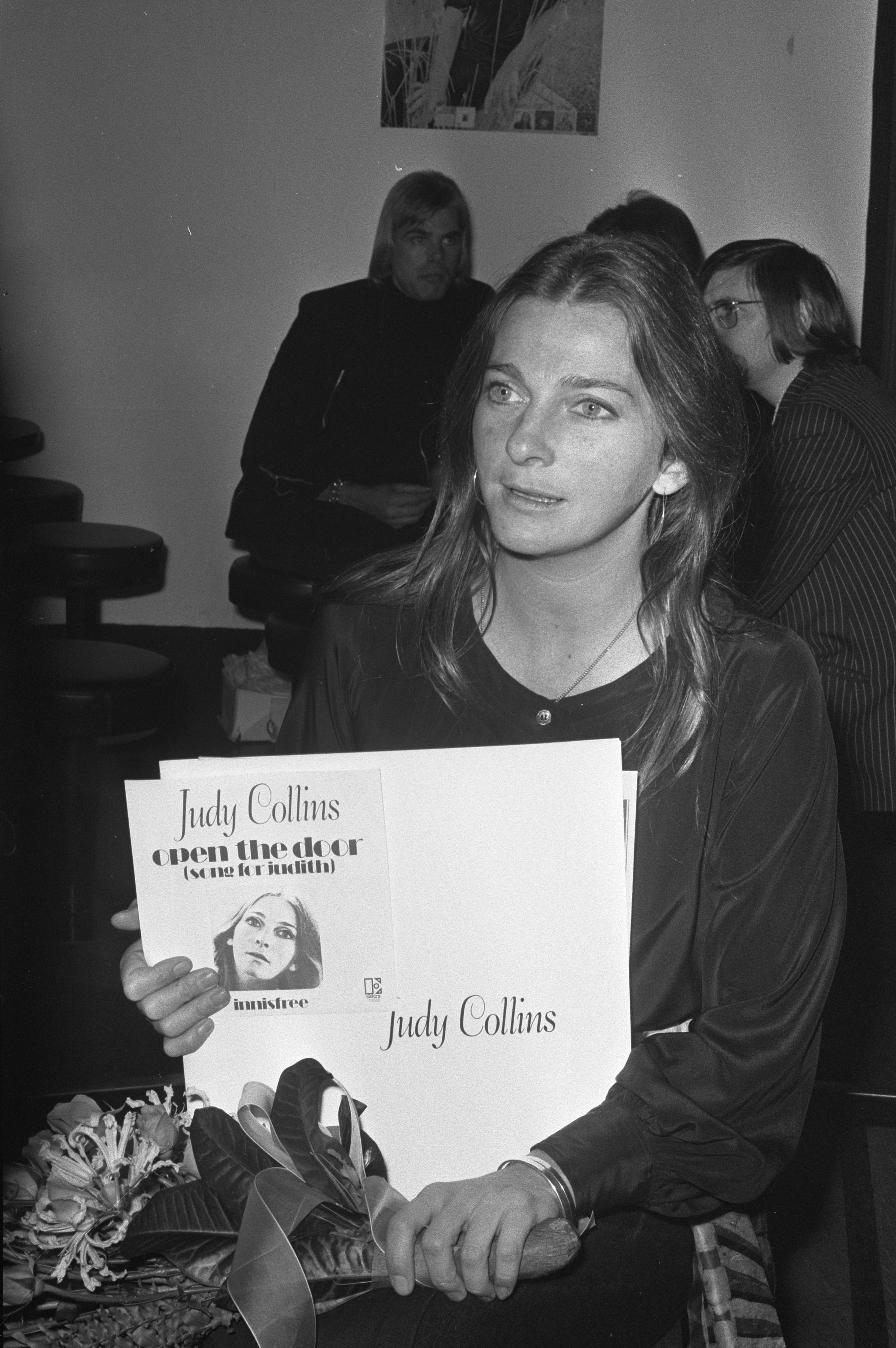
Judy Collins cantou cançoes de Cohen e impulsionou a sua carreira.

Em 1966, desapontado com a sua falta de sucesso comercial  como escritor, Cohen mudou-se para os Estados Unidos para seguir uma carreira como cantor e compositor de música folk. Era difícil viver da escrita: vários escritores canadianos seus contemporâneos tinham carreiras no ensino.
Conhece a cantora Judy Collins, que grava duas de suas composições ("Suzanne" e "Dress Rehearsal Rag") em seu disco In My Life, de 1966.
No ano seguinte, Cohen participa do Newport Folk Festival, onde chama a atenção do produtor John Hammond, o mesmo que antes havia descoberto, dentre outros, Billie Holiday e Bob Dylan. Songs of Leonard Cohen, seu primeiro disco, é lançado no final do ano, sendo bem recebido por público e crítica.

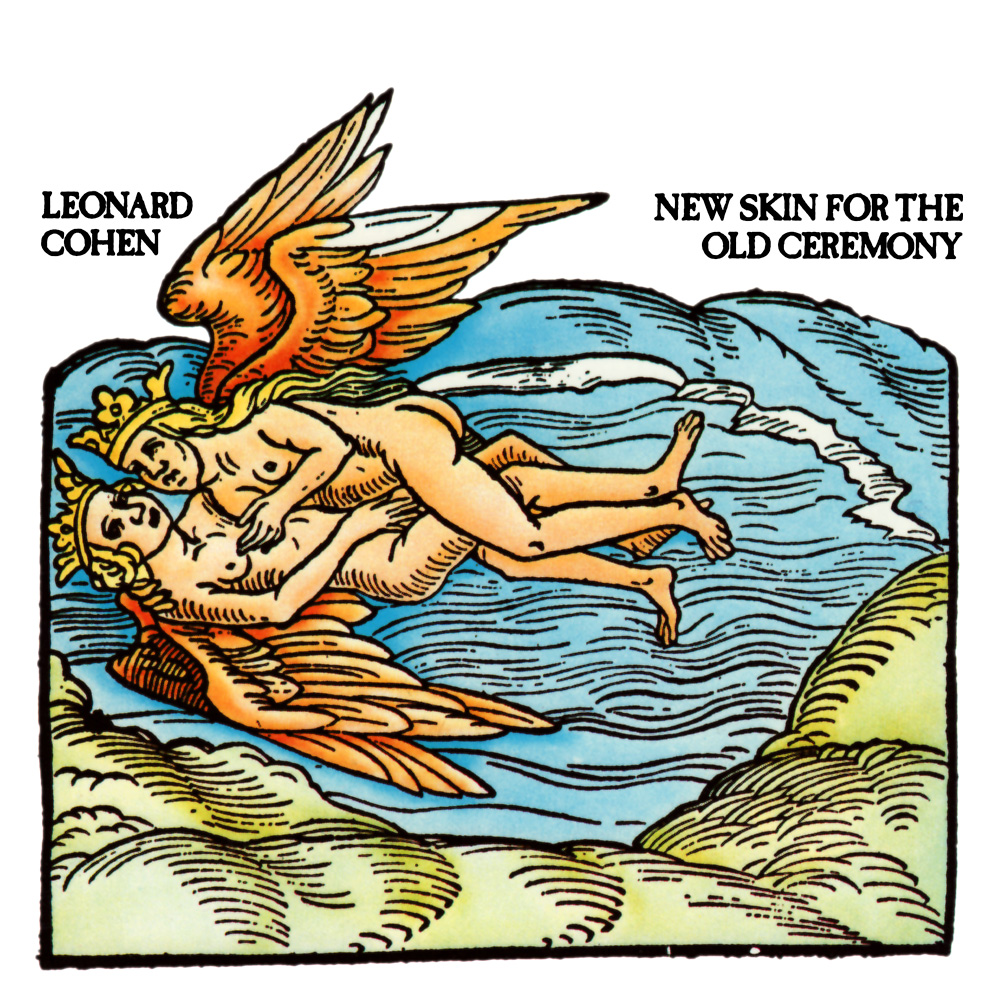
Capa do disco "New Skin for the Old Ceremony"

Seu próximo disco, Songs from a Room, seria produzido por Bob Johnston, produtor dos principais trabalhos de Dylan nos anos 60. Embora não tão bem recebido quanto o anterior, contém a canção "Bird on the Wire", que o próprio Cohen disse ser a sua favorita dentre as suas composições.
Em 1971, lança Songs of Love and Hate, um disco mais sombrio que os anteriores. No mesmo ano, o diretor Robert Altman, em seu filme McCabe & Mrs. Miller, utiliza três canções de Cohen: "Sisters of Mercy", "Winter Lady" e "The Stranger Song", todas do primeiro disco do cantor.
Um novo livro de poemas, The Energy of Slaves, é lançado em 1972 e, no ano seguinte, o disco ao vivo Live Songs.
Também em 1973, por ocasião da Guerra do Yom Kipur, Cohen faz uma série de shows gratuitos para soldados israelenses. Baseada no poema "Unetaneh Tokef " da tradição judaica, surgiria a canção "Who by Fire", incluída no álbum New Skin for the Old Ceremony, a ser lançado no ano seguinte.
Recesso e parcerias

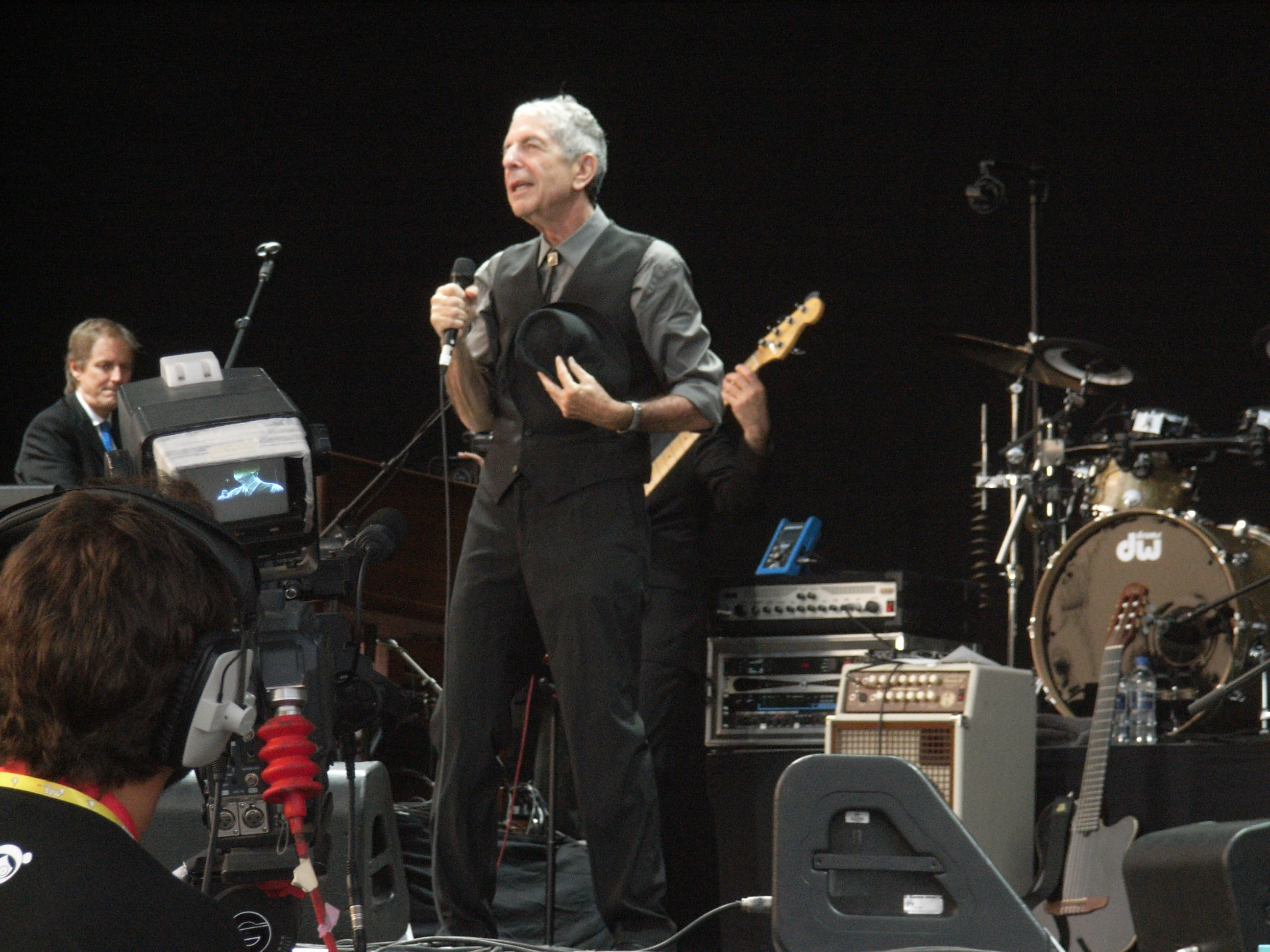
Cohen no festival Internacional de Benicasim, em 2008.

Após o disco de 1974, Cohen decide se afastar do mundo da música, resultado não só de uma confessa falta de inspiração, mas também de sua insatisfação com as exigências do mercado.
Seu retorno se daria em 1977 com Death of a Ladies' Man, produzido por Phil Spector, que foi também o coautor de quase todo o repertório do disco. O álbum foi marcado por atritos após as gravações, quando Spector se trancou em seu estúdio para o processo de mixagem, não permitindo que nem mesmo Cohen interferisse no resultado final. Por conta disso é até hoje notória a insatisfação do cantor com o disco, o qual classifica como sendo o mais fraco de todos. Em 1978, numa alusão ao álbum do ano anterior, seria a vez do lançamento do livro Death of a Lady's Man.
Em 1979 reaproxima-se do estilo dos seus primeiros trabalhos com Recent Songs, cuja turnê foi registrada no disco Field Commander Cohen: Tour of 1979, lançado apenas em 2001. Entre os integrantes de sua banda de apoio encontravam-se Sharon Robinson, cantora de várias canções de Cohen a partir da década de 80, e Jennifer Warnes.
Após a turnê, seguiu-se mais um período de reclusão, no qual dedicou-se à escrita e ao estudo do budismo. Só voltaria a lançar novos trabalhos em 1984, com o disco Various Positions e o livro de poemas Book of Mercy. Embora a essa altura sua popularidade nos Estados Unidos estivesse em baixa, sua música ainda fazia grande sucesso em alguns países da Europa como França e Noruega.

#### Hallelujah
"Hallelujah" foi lançado pela primeira vez no álbum de estúdio de Cohen, Various Positions, em 1984. A canção teve um sucesso inicial limitado, mas encontrou maior popularidade através de um cover do John Cale em 1991, que formou a base para um cover posterior por Jeff Buckley. "Hallelujah" foi executado por quase 200 artistas em várias línguas. Estatísticas da Associação da Indústria de Gravação da América (RIAA); A associação canadense de gravação, a associação australiana da indústria da gravação e a Federação Internacional da Indústria Fonográfica, a canção vendeu mais cinco milhões de cópias da música em formato de disco compacto. Tem sido o assunto de um documentário da BBC Radio e foi destaque nas trilhas sonoras de numerosos filmes (Incluindo a animação Shrek ganhadora do Óscar em 2001) e programas de televisão.
Em 2004, a versão de Jeff Buckley ficou na 259º posição da lista de 500 melhores músicas de todos os tempos da revista Rolling Stone. No mesmo ano, a revista Time escreveu que a versão de Buckley foi "requintadamente cantada," observando que "Cohen 'murmurou' a canção original como um hino fúnebre, mas Buckley... tratou a música como uma cápsula pequena da humanidade, usando a voz para variar entre a glória e a tristeza, a beleza e a dor. É uma das grandes músicas."
Em Setembro de 2007, foi feita uma enquete com cinquenta compositores chamados pela revista Q para escolherem dez melhores canções. John Legend elogiou a versão de Jeff, dizendo "(...) É o mais perto da perfeição que já se chegou. A letra de 'Hallelujah' é simplesmente incrível e a melodia é linda e, em seguida, há a interpretação de Jeff. É uma das mais belas músicas gravadas que já eu ouvi."
Ressurgimento e aclamação
Em 1988, retorna com o álbum I'm Your Man, aclamado por crítica e público. Parte dessa boa recepção deve ser creditada a Famous Blue Raincoat – The Songs of Leonard Cohen, disco tributo lançado por Jennifer Warnes um ano antes, que apresentou as canções do canadense a toda uma nova geração de fãs.
Paralelamente, muitos dos jovens músicos ligados ao folk e ao indie-rock da época diziam-se influenciados pelo trabalho do cantor. Parte desses músicos seria responsável pelo disco-tributo I'm Your Fan, lançado em 1991. Dentre estes, destacavam-se R.E.M., Ian McCulloch (vocalista do Echo & the Bunnymen) e Nick Cave and the Bad Seeds.
No ano seguinte lançaria The Future e, em 1994, Cohen Live, contendo registos de apresentações ao vivo entre os anos de 1988 e 1993.

## Retiro budista
Em 1994, consolidando a sua aproximação com o budismo, Cohen passa a viver no mosteiro de Mount Baldy Zen Center, próximo de Los Angeles. Em 1996, seria ordenado monge zen, e ganharia o nome Dharma de Jikan ("silencioso").
Nesse meio-tempo é lançado, em 1995, um outro disco-tributo, Tower of Songs, dessa vez com nomes mais conhecidos, como Elton John, Bono e Willie Nelson.
No mesmo ano é lançado o livro Dance Me to the End of Love, onde poesias suas são mescladas com pinturas do francês Henri Matisse.
Sua experiência no mosteiro iria até o ano de 1999, quando voltaria a morar em Los Angeles.

## Retorno à música

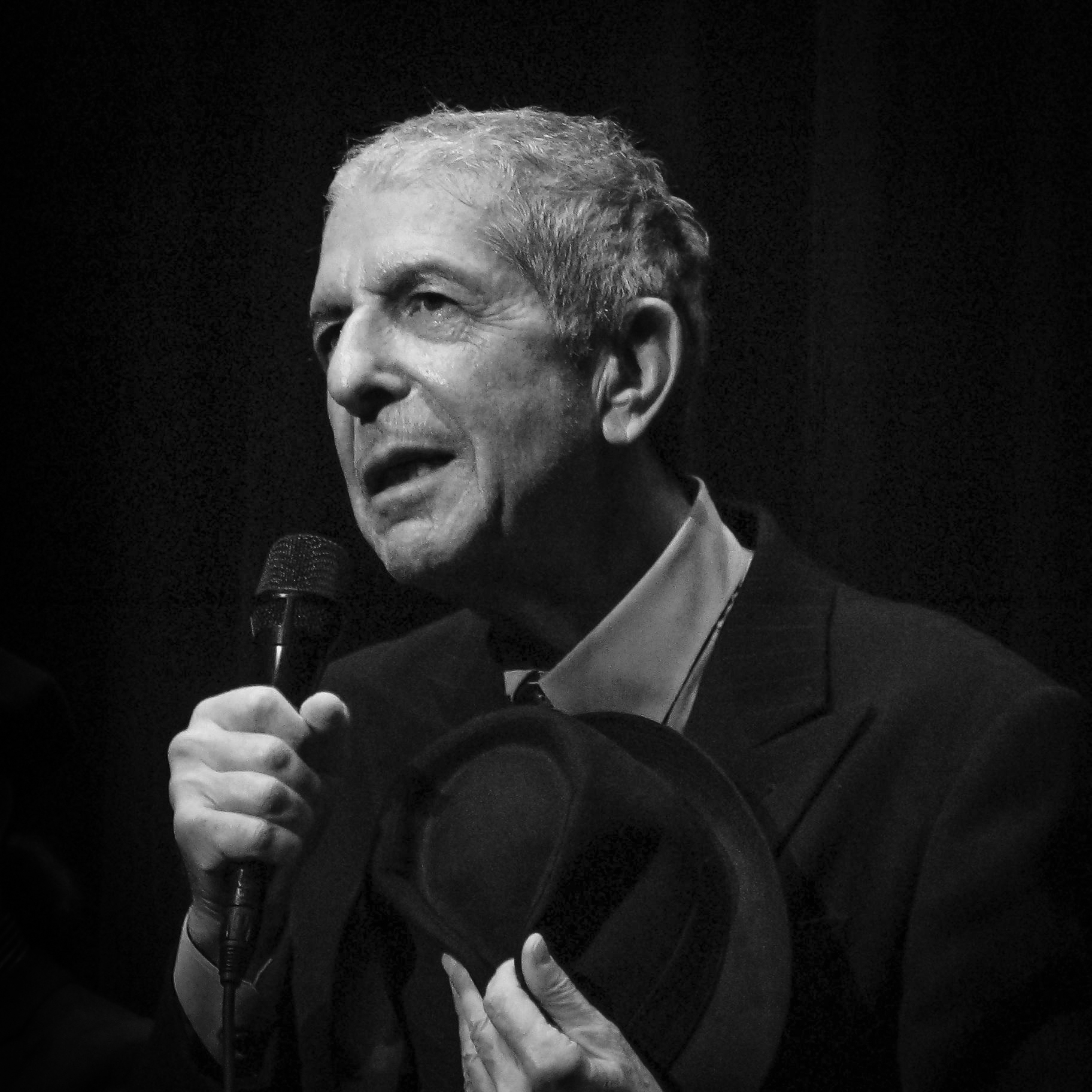
Leonard Cohen em concerto, no ano de 2008.

Em 2001, lança Ten New Songs, seu primeiro disco de inéditas em sete anos, feito em parceria com Sharon Robinson. Em 2004 seria a vez de Dear Heather.
Em maio de 2006 é lançado o disco Blue Alert da cantora Anjani Thomas, sua namorada e ex-vocalista de sua banda de apoio. Cohen foi produtor e coautor de todas as faixas do disco.
Menos de um mês depois é lançado o documentário Leonard Cohen: I'm Your Man, onde relatos do cantor são intercalados com suas músicas interpretadas por artistas como Rufus Wainwright e Nick Cave. No fim do filme, Cohen interpreta, junto ao U2, a música "Tower of Song".
Em 18 de setembro de 2009, durante um concerto na Espanha, Cohen desmaiou e cancelou a apresentação.
Em 2011 foi o vencedor do Prémio Príncipe das Astúrias das Letras.

## Morte
Cohen morreu em 7 de Novembro de 2016, aos 82 anos, em sua casa enquanto dormia, depois de sofrer uma queda noturna na sua casa em Los Angeles. Sua morte foi anunciada em 10 de Novembro. Deixou dois filhos e dois netos. Em uma entrevista concedida cerca de um mês antes, Cohen disse que estava preparado para sua morte.

## Discografia
| - 1967 - Songs of Leonard Cohen - 1969 - Songs from a Room - 1971 - Songs of Love and Hate - 1974 - New Skin for the Old Ceremony - 1977 - Death of a Ladies' Man - 1979 - Recent Songs - 1984 - Various Positions - 1988 - I'm Your Man - 1992 - The Future - 2001 - Ten New Songs - 2004 - Dear Heather - 2012 - Old Ideas - 2014 - Popular Problems - 2016 - You Want It Darker - 2019 - Thanks for the Dance (álbum póstumo) | - 1973 - Live Songs - 1994 - Cohen Live - 2001 - Field Commander Cohen: Tour of 1979 - 2008 - Live in London - 2009 - Live at the Isle of Wight 1970 - 2010 - Songs from the Road - 2014 - Live in Dublin - 1975 - The Best of Leonard Cohen - 1997 - More Best of Leonard Cohen - 2002 - The Essential Leonard Cohen - 2008 - The Collection - 2009 - Greatest Hits |

## Livros

### Poesia
- Let Us Compare Mythologies1956.
- The Spice-Box of Earth. 1961.
- Flowers for Hitler. 1964.
- Parasites of Heaven.1966.
- Selected Poems 1956–1968.1968.
- The Energy of Slaves. 1972.
- Death of a Lady's Man. 1978. ISBN
- Book of Mercy. 1984.
- Stranger Music: Selected Poems and Songs. 1993.
- Book of Longing. 2006 (poesia, prosa, desenhos)
- The Lyrics of Leonard Cohen. 2009.
- Poems and Songs. 2011.
- Fifteen Poems. 2012. (eBook)

### Romances
- The Favourite Game. 1963.
- Belos vencidos - no original Beautiful Losers. 1966

## Em Portugal
Leonard Cohen atuou em Portugal 6 vezes:
- 1985 - Pavilhão Dramático de Cascais (18 de Fevereiro), apresentando o albúm "Various Positions".
- 1988 - Coliseu dos Recreios em Lisboa (7 de Junho)
- 2008 - Passeio Marítimo de Algés (19 de Julho)
- 2009 - Pavilhão Atlântico em Lisboa (30 de Julho)
- 2010 - Pavilhão Atlântico em Lisboa (10 de Setembro)
- 2012 - Pavilhão Atlântico em Lisboa (7 de Outubro), apresentando o álbum, “Old Ideas”.[33]